# 白云区 (贵阳市)
白云区是中华人民共和国贵州省贵阳市下属的一个市辖区。面积260平方公里。2020年11月常常住人口45.6万。邮政编码550014，区政府驻云峰大道99号。

## 行政区划
白云区下辖5个街道办事处、3个镇、2个民族乡：
泉湖街道、大山洞街道、云城街道、龚家寨街道、都拉营街道、艳山红镇、麦架镇、沙文镇、都拉布依族乡和牛场布依族乡。